# Pseudexechia ovata
Pseudexechia ovata är en tvåvingeart som först beskrevs av Fisher 1934.  Pseudexechia ovata ingår i släktet Pseudexechia och familjen svampmyggor.
Artens utbredningsområde är Iowa. Inga underarter finns listade i Catalogue of Life.